# Hội chứng Andersen–Tawil
Hội chứng Andersen–Tawil còn được gọi là Hội chứng Andersen, hội chứng QT dài 7 là một bệnh di truyền rất hiếm ảnh hưởng đến một số bộ phận của cơ thể. Ba đặc điểm nổi bật của hội chứng Andersen–Tawil bao gồm rối loạn chức năng điện của tim được đặc trưng bởi sự bất thường nhìn thấy trên một điện tâm đồ (khoảng QT dài) và xu hướng nhịp tim bất thường, đặc điểm vật lý bao gồm tai đặt thấp và hàm dưới nhỏ, và các giai đoạn yếu cơ không liên tục được gọi là hạ huyết áp định kỳ.
Hội chứng Andersen–Tawil được di truyền trong một mẫu tính trạng trội. Nó được gây ra trong hầu hết các trường hợp bởi một biến thể ở KCNJ2 gen mã hóa một kênh ion vận chuyển kali ra khỏi tế bào cơ tim. Rối loạn nhịp tim thấy trong tình trạng có thể được điều trị bằng flecainide hoặc thuốc chẹn beta, nhưng máy khử rung tim cấy ghép đôi khi có thể được yêu cầu. Liệt có thể được điều trị bằng thuốc ức chế carbonic anhydrase như là acetazolamide. Tình trạng này rất hiếm và ước tính sẽ ảnh hưởng đến một người trong mỗi triệu người. Ba nhóm tính năng được thấy trong điều kiện này được mô tả lần đầu tiên vào năm 1971 bởi Ellen Andersen và những đóng góp quan trọng cho sự hiểu biết của nó được thực hiện bởi Rabi Tawil.

## Dịch tễ học
Hội chứng Andersen–Tawil là rất hiếm, và đến năm 2013, khoảng 200 trường hợp đã được mô tả trong tài liệu y khoa. Điều kiện được ước tính sẽ ảnh hưởng đến một người trong mỗi 1.000.000.